# Ablemma syahdani
Ablemma syahdani là một loài nhện trong họ Tetrablemmidae.
Loài này thuộc chi Ablemma. Ablemma syahdani được Lehtinen miêu tả năm 1981.